# Wise (entreprise)
Pour les articles homonymes, voir Wise.
Wise (anciennement TransferWise) est une entreprise britannique d'origine estonienne de la Fintech, spécialisée dans les transferts d'argent internationaux de pair à pair fondée en janvier 2011 par Kristo Käärmann et Taavet Hinrikus,,. Son siège social se situe à Londres, avec huit succursales dans le monde dont New York, Sydney, Singapour et Tallinn (lieu d’implantation historique de la société). 
En 2016, TransferWise déclare plus d'un million de clients sur sa plateforme, envoyant plus de 800 millions d'euros par mois.
En avril 2017, TransferWise permettait de desservir 645 routes commerciales dans le monde y compris GBP, USD, EUR, AUD et CAD, et fournit des comptes multi-devises.
En 2018, le bénéfice net de TransferWise a atteint 8 millions de dollars. Mais le montant de transfert moyen par client reste inchangé depuis la création. Exemple, "un euros est envoyé toutes les heures". et sa clientèle a atteint 4 millions, qui transfèrent collectivement environ 4 milliards de dollars par mois.

## Histoire
TransferWise est né de l'expérience personnelle de Taavet Hinrikus, premier employé de Skype, une autre entreprise estonienne, et du consultant en finance Kristo Käärmann. Comme les deux Estoniens travaillaient entre leur pays d'origine et le Royaume-Uni, ils firent l'expérience de la difficulté et du prix des virements internationaux en raison des frais bancaires sur les montants qu'ils devaient virer depuis l'euro vers la livre sterling, et vice-versa. Hinrikus dit ainsi : « Je perdais 5 % de la somme à chaque fois que je devais transférer de l'argent. Au même moment, mon cofondateur Kristo Käärmann (également d'Estonie) commençait à être payé au Royaume-Uni et perdait beaucoup d'argent en rapatriant de l'argent en Estonie pour rembourser un crédit immobilier »,.
La situation leur a inspiré un arrangement privé, où Hinrikus - qui était payé en euros - mettait directement ses euros sur le compte Estonien de Käärmann pour qu'il puisse payer son prêt sans avoir à convertir des livres sterling en euro. En retour, Käärmann mettait des livres sterling sur le compte britannique de Hinrikus. Cette manière de faire les a menés à développer un service de conversion de devises participatif afin d'offrir une alternative moins chère aux institutions établies,.
Au cours de sa première année d'activité, les transactions réalisées via Wise ont atteint 10 millions d'euros.[10] En 2012, Wise a été désignée comme l'une des « 20 startups technologiques les plus prometteuses de l'Est de Londres » par The Guardian, « Startup de la semaine » par Wired UK, l'une des cinq « startups à suivre » lors du Demo Day 2012 de Seedcamp aux États-Unis selon TechCrunch, et elle a figuré dans la liste des 100 meilleures startups britanniques de 2012 publiée par Startups.co.uk,
En mai 2017, après avoir annoncé ses premiers profits, l'entreprise a étendu son activité aux comptes multi-devises. En novembre 2017, l'entreprise lève 280 millions (série E) pour financer son expansion en Asie.
En janvier 2018, TransferWise lance sa carte de débit basée sur le compte multi-devise.
En février 2021, TransferWise change de nom et devient « Wise ».